# نیکلاس بورودین
نیکلاس بورودین (انگلیسی: Nicolas Borodine؛ زادهٔ ۵ آوریل ۱۹۹۴) بازیکن فوتبال اهل فرانسه است.
از باشگاه‌هایی که در آن بازی کرده‌است می‌توان به باشگاه فوتبال آژاکسیو اشاره کرد.